# Баварский национальный музей
Баварский национальный музей (нем. Bayerisches Nationalmuseum) — признанное европейское собрание произведений изобразительного искусства и предметов культурно-исторической значимости в Мюнхене.
Музей был основан в 1855 году королём Баварии Максимилианом II. С конца XIX века музей размещается на улице Принцрегентенштрассе (нем. Prinzregentenstraße). Здание построено согласно эстетике историзма в стиле хайматкунст в 1894—1899 годах по проекту придворного архитектора Габриэля фон Зейдля. Вход в музей украшает конная статуя принц-регента Баварии Луитпольда работы Адольфа фон Гильдебранда.
Экспозиция первого этажа музея повествует об истории культуры и искусства Баварии и южной Германии от Средних веков до современности, в частности посредством скульптурных произведений Эразма Грассера, Тильмана Рименшнейдера, Ганса Лейнбергера, Адама Крафта, Джованни да Болонья, Губерта Герхарда, Адриана де Вриса, Иоганна Баптиста Штрауба, Фердинанда Тица, Симона Трогера, Франца Игнаца Гюнтера и Людвига Шванталера. В музее хранится знаменитая «Зееонская мадонна».

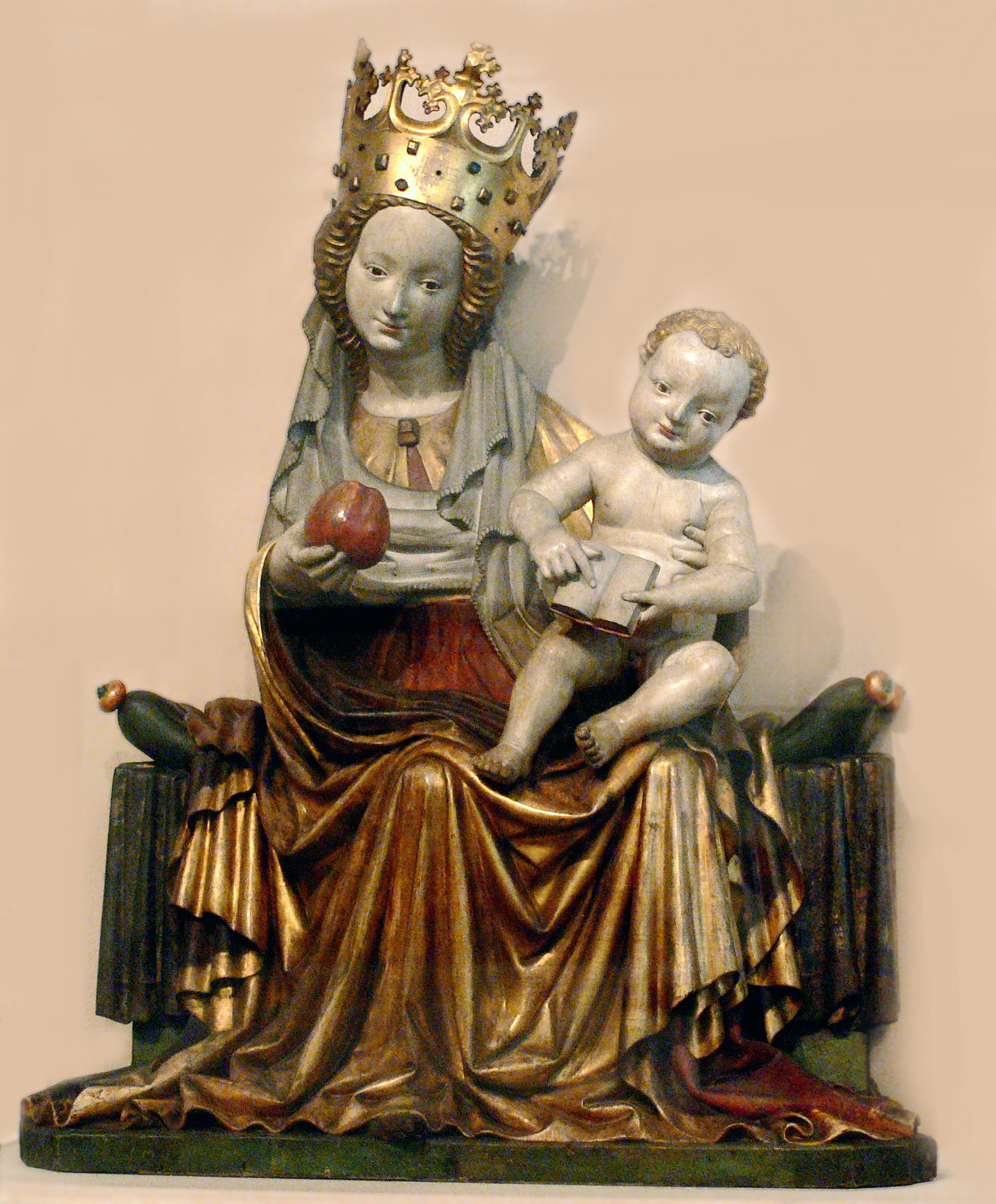
Зееонская мадонна. Мастер из Зееона. Ок. 1430

На втором этаже музея разместились специализированные коллекции фарфора, художественных изделий из слоновой кости, золота и серебра, часов, текстиля, инкрустаций по дереву (интарсий) и витражного искусства.
На цокольном этаже расположены экспонаты, повествующие о сельской жизни. Особую популярность снискала самая крупная в мире коллекция скульптурных изображений библейской рождественской сцены с яслями в хлеву — так называемых «рождественских вертепов».